# 바하마의 별
《바하마의 별》(Islands in the Stream)은 1977년 미국의 드라마 영화이다. 1970년 발간된 어니스트 헤밍웨이의 동명의 소설인 《해류 속의 섬들》을 원작으로 한다. 프랭클린 J. 섀프너가 감독을 맡았으며, 조지 C. 스콧, 하트 보크너, 클레어 블룸, 길버트 롤랜드, 데이비드 헤밍스 등이 출연하였다.
제50회 아카데미상에서 아카데미 촬영상 후보에 올랐으나 《미지와의 조우》에 밀려 수상에는 실패하였다.
1997년 1월 12일 KBS1 《명화극장》을 통해 우리말 더빙되었으며, 김병관이 주인공 탐 역을 맡았다. 기타 성우 출연진으로는 온영삼, 윤병화, 장유진, 이경자, 유영환, 정기항, 강미형, 한인숙, 황정란, 한택심, 한오웅이 있다.